# Скоррадальсватн
Ско́ррадальсватн (исл. Skorradalsvatn) — озеро на западе Исландии, располагается в узкой долине между фьордом Хвалфьорд и небольшим городком Рейкхолт на высоте 57 м над уровнем моря. Его длина составляет около 16 км, ширина 1 км и имеет общую площадь 14,7 км². Максимальная глубина 48 м. В озеро впадает река Фитья, берущая начало в озере Эйриксватн. В свою очередь, из Скоррадальсватна вытекает река Андакильсау. Озеро также используется как водохранилище, для чего его уровень был искусственно повышен.
Вокруг озера есть несколько высоких гор. На севере озера располагается гора Скоррадальсхаулс, высотой 450 м, а на юге расположены более высокие горы, такие как Скардсхейди, высотой 1053 м.
Раньше дорога к озеру проходила по долине Тингветлир. Это старая тропа, пересекающая юго-восточные горы в сторону долины Калдидалюр, которая по сей день иногда используется для трекинга.
Берега озера засажены лесом. Это результат программы правительства по восстановлению лесных массивов Исландии. Ввиду этого долина напоминает долины в Альпах, например в окрестностях Зальцбурга (Австрия).
На берегах озера нет ни одного населённого пункта, но множество летних домиков.
Существует древняя легенда, согласно которой в озере обитает змей, который однажды отравит долину и уничтожит поселения у озера.